# Cullin
Cullinは、ユビキチンリガーゼ（E3）の構造的支持となる疎水的な足場タンパク質のファミリーである。Cullinは全ての真核生物に存在しているようである。これらのタンパク質はRINGフィンガードメインタンパク質とともにきわめて多様なCullin-RINGユビキチンリガーゼ（CRL）を形成し、多くの細胞過程に関与しているが、最も特筆すべきものはユビキチン化によるタンパク質分解である。
ヒトゲノムには8種類のCullin遺伝子が存在する。
- CUL1（英語版） - SCF複合体の一部を構成する
- CUL2（英語版） - ECS複合体（Elongin C（英語版）-CUL2-SOCS-box（英語版））
- CUL3（英語版） - CUL3-BTBドメインタンパク質複合体
- CUL4A（英語版）
- CUL4B（英語版）
- CUL5（英語版）
- CUL7（英語版）
- CUL9（英語版） - PARCとしても知られる

より離れた関係にあるANAPC2（APC2）と呼ばれるタンパク質も存在し、これは後期促進複合体の一部を構成している。
CUL1、2、3、4A、4B、5、7は、それぞれ多サブユニットからなるユビキチンリガーゼ複合体の一部を構成している。

## Cullin-RINGユビキチンリガーゼ
CUL1などが形成するCullin-RINGユビキチンリガーゼ（CRL）はユビキチン化を介したタンパク質分解標的化に必要不可欠な役割を果たしており、その構成や機能の面でもグルコース検知やDNA複製から四肢のパターン形成や概日リズムまで多様である。CRLの触媒コアはRINGタンパク質とCullinファミリータンパク質から構成されており、CUL1の場合、C末端のCullin相同ドメインがRINGタンパク質に結合する。RINGタンパク質はユビキチン結合酵素（E2）のドッキング部位として機能しているようである。Cullin相同ドメインを有する他のタンパク質には、p53を細胞質にとどめる因子であるCUL9（PARC）や、後期促進複合体（APC/C）を構成するANAPC2サブユニットなどがある。CUL9とANAPC2はどちらもユビキチンリガーゼ活性を有する。Cullinタンパク質のN末端領域はより多様であり、特異的アダプタータンパク質との相互作用に利用される。

## NEDD8による修飾
ANAPC2を除くCullinファミリーの各メンバーは、NEDD8による修飾（NEDD化）を受ける。NEDD8はユビキチン様タンパク質の1つであり、NEDD化はCullinの保存されたリジン残基にNEDD8が共有結合的に付加される修飾である。NEDD8（Rub1）は出芽酵母Saccharomyces cerevisiaeのSCF複合体のCullin構成要素であるCdc53（CUL1）に結合するものとして発見された。現在では、NEDD8修飾は後生動物における細胞周期制御や胚発生に根本的に重要な調節経路であることが明らかとなっている。